# تان سین
میان تان سین (ح. 1493/1500 – 26 آوریل ۱۵۸۹)، که به او سنگیت سامرت و میان نیز گفته می‌شود یک موسیقیدان کلاسیک هندوستانی بود. او در یک خانواده هندو گائور برهمن متولد شد، هنر خود را در منطقه شمال غربی مادیا پرادش مدرن آموخت و به کمال رساند. او کار خود را آغاز کرد و بیشتر دوران بزرگسالی خود را در دربار و حمایت پادشاه هندو روا، راجا رامچاندرا سینگ (۱۵۹۲–۱۵۵۵) گذراند، جایی که توانایی‌های موسیقی تان سین شهرت گسترده‌ای پیدا کرد. این شهرت او را مورد توجه امپراتور گورکانی اکبر بزرگ قرار داد، او افرادی را نزد راجا رامچاندرا سینگ فرستاد و از تان سن درخواست کرد که به نوازندگان دربارش بپیوندد. تان سین نمی‌خواست برود، اما راجا رامچاندرا سینگ او را تشویق کرد تا مخاطبان بیشتری به دست آورد و او را همراه با هدایایی نزد اکبر فرستاد. در سال ۱۵۶۲، در حدود ۶۰ سالگی، تان سین، نوازنده وایشناوا به دربار اکبر وارد شد و اجراهای او موضوع بسیاری از مورخان دربار گردید.
افسانه‌های متعددی درباره‌تان سین نوشته شده‌است که حقایق و تخیل را در هم می‌آمیزد و تاریخی بودن این داستان‌ها مورد تردید قرار گرفته‌اند. اکبر او را یکی از وزیران ناواراتنا (نُه جواهر) نمود و به او لقب «میان» داد که افتخاری به معنای مرد دانشمند است.
تان سین آهنگساز، نوازنده و خواننده ای بود که ترانه‌های بسیاری در مناطق شمالی شبه قاره هند به او نسبت داده می‌شود. او همچنین یک نوازنده بود که انواع آلات موسیقی را گسترش داد و بهبود بخشید. او یکی از تأثیرگذارترین شخصیت‌ها در سنت موسیقی شمال هند در موسیقی کلاسیک هند است که به نام هندوستانی شناخته می‌شود. مطالعات قرن شانزدهمی او در زمینه موسیقی و آهنگسازی، الهام بخش بسیاری شد و بسیاری از گارانا (مدارس موسیقی منطقه ای) هند شمالی او را بنیانگذار اصل و نسب خود معرفی می‌کنند.